# Viktoria Luise von Preußen
Viktoria Luise Adelheid Mathilde Charlotte von Preußen (ur. 13 września 1892 w Marmorpalais, Poczdam; zm. 11 grudnia 1980 w Hanowerze) – księżniczka Prus, księżna Hanoweru i Brunszwiku.
Viktoria Luise była jedyną córką i siódmym dzieckiem cesarza Wilhelma II Hohenzollerna i jego żony cesarzowej Augusty Wiktorii. W chwili śmierci była ich ostatnim żyjącym dzieckiem. Była 141. w sukcesji do brytyjskiego tronu. Księżniczka Luiza jest babką ze strony matki: Zofii Greckiej, królowej Hiszpanii i byłego króla Grecji, Konstantyna II.
Księżna opisuje w swojej autobiografii, że gdy się urodziła artyleria oddała w Poczdamie 21 strzałów, by uczcić narodziny córki cesarza. Gdyby była chłopcem oddano by znacznie więcej strzałów bo 101, ponieważ, jak komentuje Viktoria Luise, nie myślano wtedy jeszcze o równouprawnieniu. 

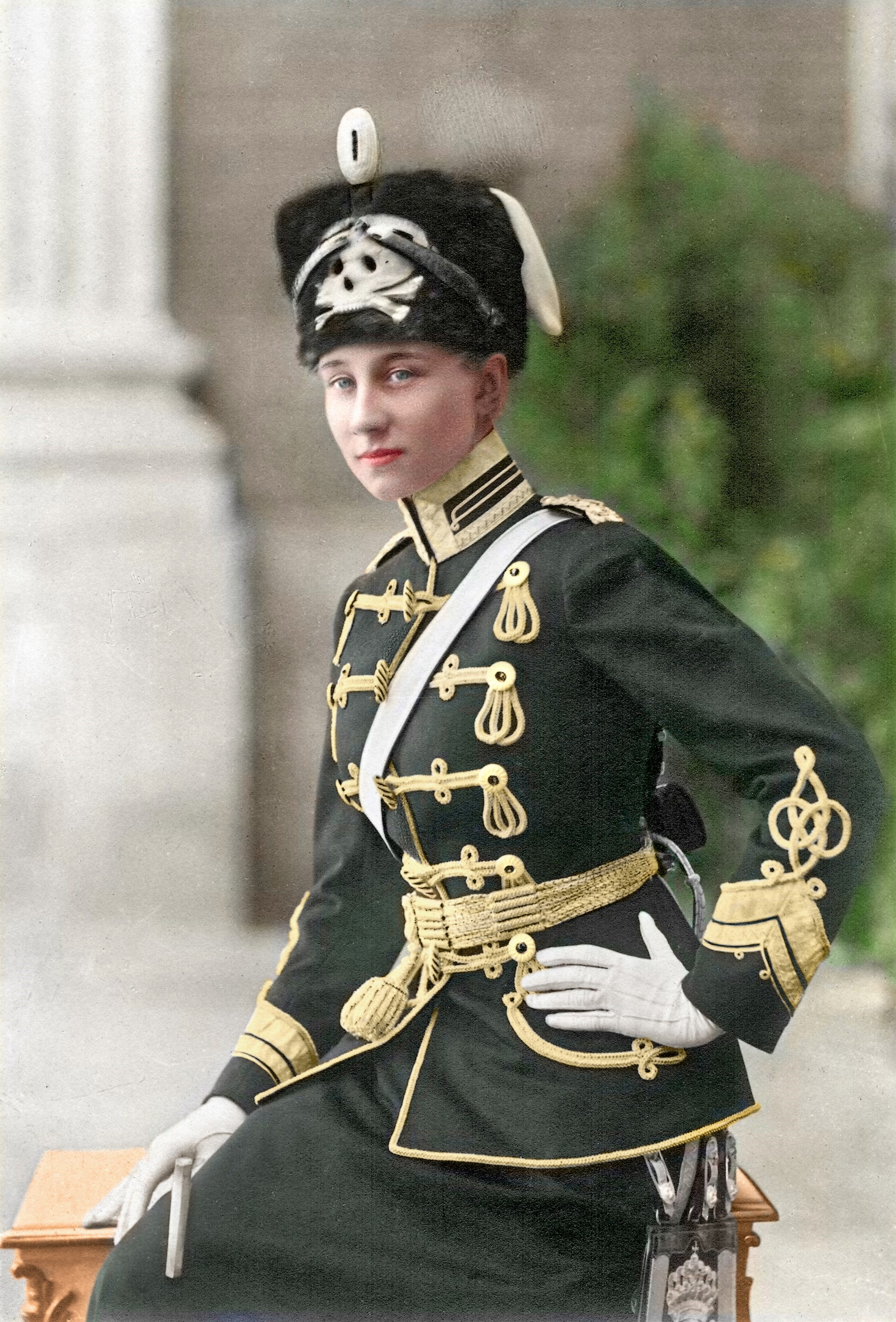
Wictoria Louiza jako honorowy członek II pułku Huzarów (1909r.)

Księżniczka Wiktoria była ukochanym dzieckiem cesarza. Była do niego również bardzo podobna i najinteligentniejsza z całego rodzeństwa. Jej brat, Wilhelm stwierdził: "była jedyną z nas, której w dzieciństwie udało się zdobyć miejsce w sercu ojca". Historyk Justin C. Vovk napisał, że Viktoria Luise była tak inteligentna jak jej babka ze strony ojca Wiktoria Koburg, tak majestatyczna i dostojna jak jej matka cesarzowa Augusta oraz silna i władcza jak jej ojciec. Gdy oświadczyła rodzinie, że chce poślubić Ernesta Augusta, księcia Hanoweru, wywodzącego się z dynastii pozbawionej królestwa w 1866 roku za poparcie Austrii w wojnie prusko-austriackiej, wzbudziło to w rodzinie Hohenzollernów żywe emocje.
Nienawiść dynastii hanowerskiej do Hohenzollernów wcale nie wygasła, ale małżeństwo to pozwalało odzyskać temu rodowi znaczącą pozycję w państwie, z drugiej zaś strony Wilhelm II niczego nie umiał odmówić córce. Ślub odbył się 24 maja 1913 roku w Berlinie, było jedno z ostatnich wielkich wydarzeń towarzyskich europejskiej rodziny królewskiej przed I wojną światową. Cesarzowa Augusta źle zniosła rozłąkę ze swoją jedyną córką i całą noc przepłakała.
Wiktoria i Ernest mieli piątkę dzieci; a były to:
- książę Ernest August IV Hanowerski (18 marca 1914 – 9 grudnia 1987);
- książę Georg Wilhelm von Hannover (25 marca 1915 – 8 stycznia 2006);
- księżniczka Fryderyka Hanowerska (18 kwietnia 1917 – 6 lutego 1981), królowa Grecji;
- książę Krystian Hanowerski (1 września 1919 – 10 grudnia 1981);
- książę Welf Henryk Hanowerski (11 marca 1923 – 12 lipca 1997).

## Tytulatura
- Jej Królewska Wysokość Księżniczka Pruska Viktoria Luise (1892–1913)
- Jej Królewska Wysokość Księżna Hanoweru Viktoria Luise (1913)
- Jej Królewska Wysokość Księżna Brunszwiku (1913–1953)
- Jej Królewska Wysokość Księżna Wdowa Brunszwiku (1953–1980)

Jako żona księcia Hanoweru, Viktoria Luise była tytułowana księżna Hanoweru, księżna Wielkiej Brytanii i Irlandii oraz księżna Brunszwiku-Lüneburga.